# 韓国鉄道8000形電気機関車
8000形電気機関車は、韓国鉄道公社が運用中の電気機関車である。

## 概要
1972年に中央線、嶺東線、太白線のいわゆる産業線電化計画にあわせて輸入された機関車であり、旅客列車、貨物列車用にと汎用されたが、8200形が投入されたのちは、貨物用に使われている。1972年から1975年にかけて初期型66両が輸入され、1976年から1977年には中期型24両が輸入された。1986年以降に製造された後期型4両は韓国製となり、側面の送風口が初期・中期型より高い位置に設置されている点が特徴である。
本形式の導入にあたってはアルストムを幹事にした、GEC、MTE、ACEC、AEG、ブラウン・ボベリ、シーメンスが参与したコンソーシアムが結成された。
本形式のベースとなった車両はフランス国鉄BB15000形電気機関車であり、1970年に韓国政府とフランス政府との間の借款によって導入が決定した経緯を持つ。
制御方式はサイリスタ位相制御を採用し、定格出力650kWの直流電動機6個を制御し、3900kWの総出力を持つ。特に、山岳地形に最適化するためにB'o-B'o-B'oの車軸配列を採用しており、歯車比は大きくとられ、最高速度は85km/hに抑制されているが、牽引力を最大限に高め、名実ともに山岳専用機関車としての面貌を備えている。
フランス式の所謂「げんこつスタイル」が韓国国内で放映されていた日本のテレビアニメ「マジンガーZ」に出てくる同名ロボットに似ていたため、韓国国内の鉄道ファンの間では「マジンガー」と言う愛称が付けられている。

## 今後の予定
2011年より8500形による置き換えが開始され、2017年までにヨーロッパから輸入された90両が廃車となった。2019年現在は韓国製の4両のみが在籍している。

## 保存車両
トップナンバーの8001号機が2012年の廃車後、韓国鉄道公社より鉄道記念物に指定され、大田鉄道車両整備段で保存されている。8017号機は旌善駅前で貨車改造のゲストハウスをけん引する形で保存された。
また、本形式初の韓国製となった8091号機も現役機でありながら鉄道記念物に指定されており、今後は保存が予定されている。

## ギャラリー

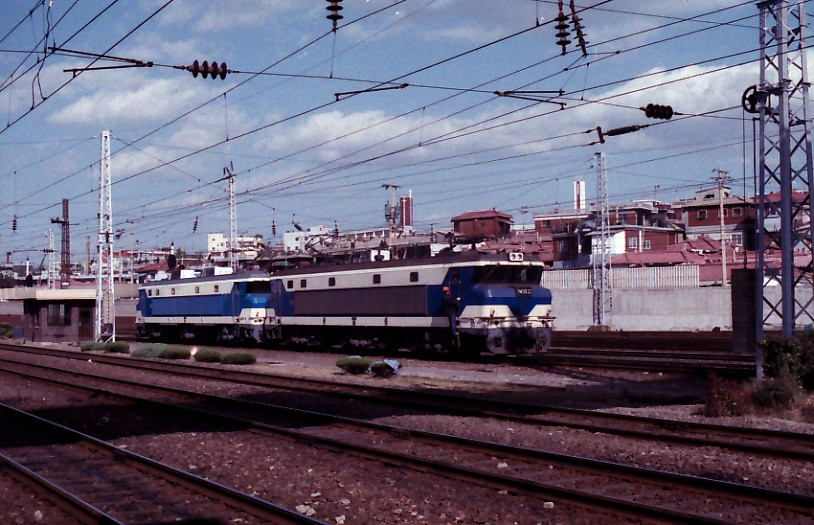
初期の塗色の8000形機関車、1988年撮影
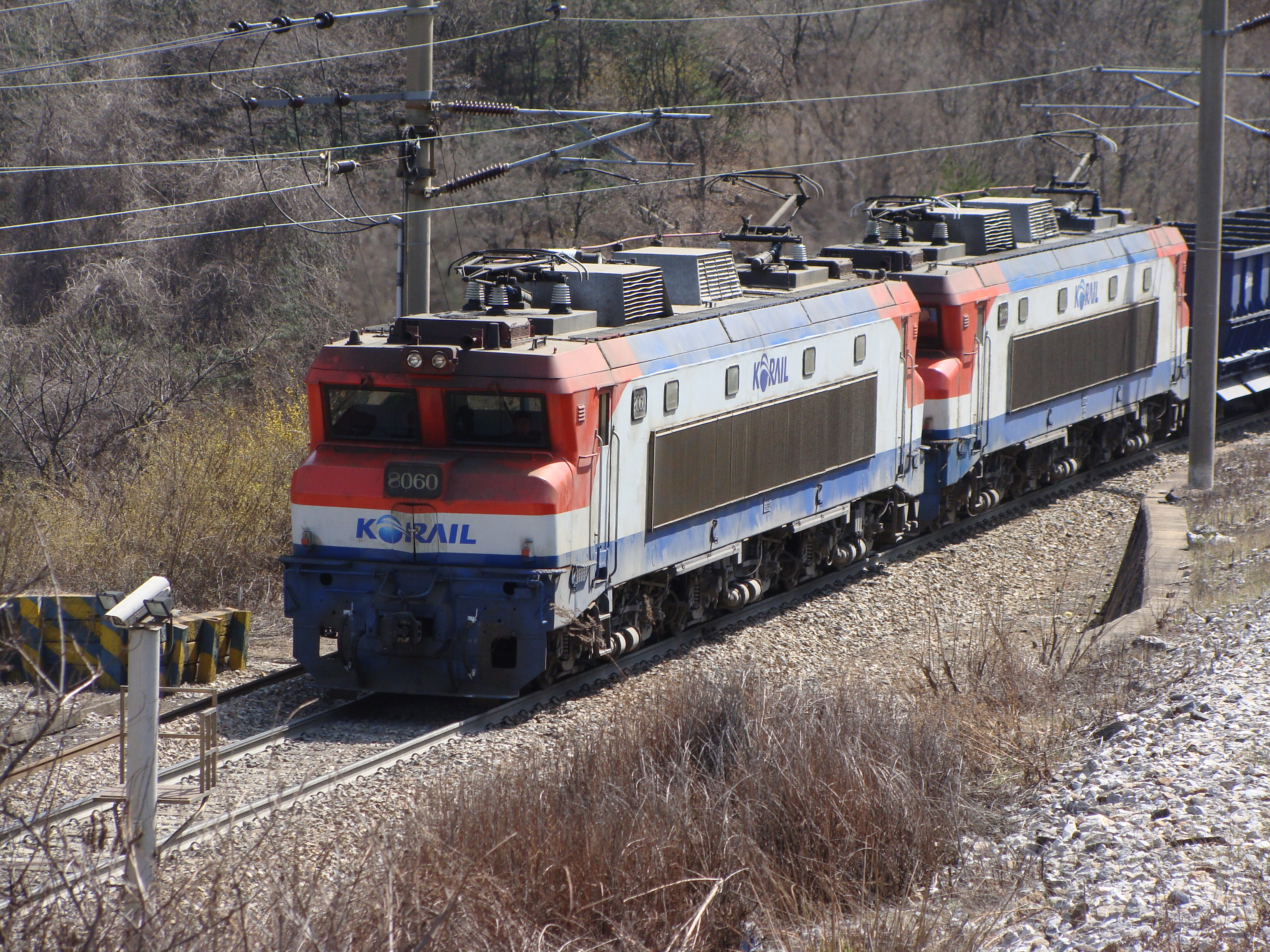
現行塗装の8060号機と8037号機、2009年撮影
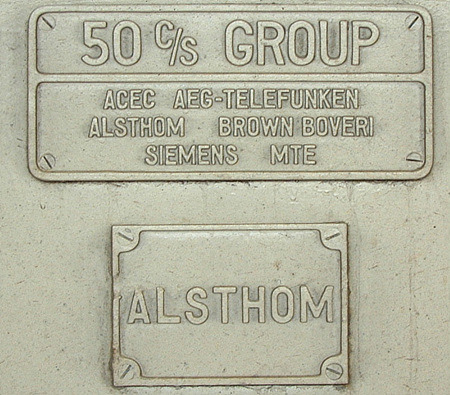
銘板。コンソーシアムに参与した各社の名が刻まれている。